# Irondale (Ohio)

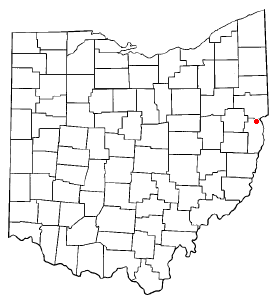
Irondale na planie stanu Ohio

Irondale – wieś w USA, w stanie Ohio, w hrabstwie Jefferson.
Liczba mieszkańców w 2000 roku wynosiła 418.